# Hyperion Power Generation
Hyperion Power Generation, Inc. е американска енергетична компания в Санта Фе, Ню Мексико, САЩ.
Създадена с цел осъществяване, построяване и продажба на няколко вида сравнително малки модулни ядрени реактори (70 MW термични, 25 MW електрически), които са с вродена защита против аварии и непредоставящи възможност за развитие на ядрени оръжия.
Този тип реактори са проектирани първо в Лос Аламос, Ню Мексико.
Компанията очаква да продаде 4000 броя енергомодули, всеки от които струва от 25 милиона до 50 милиона долара,
и е започнала инвестиции за производство в Великобритания и Далечния изток.